# Tinea
Tinea is een geslacht van vlinders uit de familie van de echte motten (Tineidae). De wetenschappelijke naam van het geslacht werd in 1758 voorgesteld door Carl Linnaeus als naam voor een van de zeven ondergeslachten van het grote geslacht Phalaena. De groep kreeg bij verschillende auteurs, onder wie Étienne Louis Geoffroy (1762), Michael Denis en Ignaz Schiffermüller (1775) en Johann Christian Fabricius (1775), al vrij snel de status van zelfstandig geslacht. In 1957 plaatste de International Commission on Zoological Nomenclature in Opinion 450 de naam Phalaena op de index van niet beschikbare namen, en valideerde de publicatie van de namen van de ondergeslachten, waarmee onder meer de naam Tinea prioriteit kreeg vanaf 1758.
Tinea is het typegeslacht van de familie Tineidae.
De typesoort van het geslacht is Phalaena pellionella Linnaeus, 1758, de gewone pelsmot.

## Soorten
- Tinea abactella Walker, 1863
- Tinea accessella Meyrick, 1916
- Tinea accusatrix Meyrick, 1916
- Tinea aetherea Clarke, 1926
- Tinea allomella Bradley, 1965
- Tinea amphitrite Meyrick, 1932
- Tinea analytica Meyrick, 1919
- Tinea antricola Meyrick, 1924
- Tinea apicimaculella Chambers, 1875
- Tinea argodelta Meyrick, 1915
- Tinea argyrocentra Meyrick, 1934
- Tinea armifera Meyrick, 1932
- Tinea astraea Meyrick, 1911
- Tinea atmogramma Meyrick, 1927
- Tinea aureomarmorata Wollaston, 1879
- Tinea auromaculata Walsingham, 1897
- Tinea basifasciella Ragonot, 1895
- Tinea behrensella  Chambers, 1875
- Tinea belonota Meyrick, 1888
- Tinea bicolor Wollaston, 1879
- Tinea bivirgella C.Felder, R. Felder & Rogenhofer, 1875
- Tinea borboropis Meyrick, 1919
- Tinea bothniella Svensson, 1953
- Tinea caducella Zeller, 1877
- Tinea caerula Meyrick, 1927
- Tinea calycodes Meyrick, 1910
- Tinea carnariella Clemens, 1859
- Tinea catalytica Meyrick, 1919
- Tinea caucasicola Gaedike, 2021
- Tinea cerinopa Meyrick, 1919
- Tinea chaotica Meyrick, 1893
- Tinea charmatica Meyrick, 1911
- Tinea cherota Meyrick, 1919
- Tinea chloroceros Meyrick, 1919
- Tinea chlorospora Meyrick, 1924
- Tinea cirrhoceros Diakonoff, 1955
- Tinea columbariella Wocke, 1877– Egale pelsmot
- Tinea conchylitis Meyrick, 1919
- Tinea conferta Meyrick, 1914
- Tinea conspecta Philpott, 1931
- Tinea coracopis Meyrick, 1919
- Tinea coronata Meyrick, 1911
- Tinea corynephora Turner, 1927
- Tinea cretella Walsingham, 1897
- Tinea croceoverticella Chambers, 1876
- Tinea croniopa Meyrick, 1934
- Tinea culminicola (Staudinger, 1894)
- Tinea cumulatella Zeller, 1877
- Tinea cursoriatella Legrand, 1966
- Tinea dicharacta Meyrick, 1893
- Tinea dissimilis Walsingham, 1914
- Tinea dividua Philpott, 1928
- Tinea drymonoma Turner, 1923
- Tinea dubiella Stainton, 1859– Bruine pelsmot
- Tinea encausta Meyrick, 1911
- Tinea enchytopa Meyrick, 1931
- Tinea erasella Zeller, 1863
- Tinea eriochrysa Meyrick, 1932
- Tinea euzela Meyrick, 1916
- Tinea extracta Meyrick, 1919
- Tinea fagicola Meyrick, 1921
- Tinea familiaris Zeller, 1877
- Tinea fasciolata Wollaston, 1879
- Tinea fictrix Meyrick, 1914
- Tinea flavescentella Haworth, 1828
- Tinea flavofimbriata Wollaston, 1879
- Tinea flavofimbriella (Chrétien, 1925)
- Tinea flectella Walker, 1863
- Tinea frontestrigata Walsingham, 1897
- Tinea furcillata Philpott, 1930
- Tinea godmani Bradley, 1957
- Tinea grandella Fabricius, 1794
- Tinea grumella Zeller, 1873
- Tinea gypsomicta Meyrick, 1931
- Tinea holocapna Meyrick, 1931
- Tinea hongorella Zagulajev, 1975
- Tinea improvisa Meyrick, 1926
- Tinea insignata Meyrick, 1919
- Tinea irrepta Braun, 1926
- Tinea irrita Meyrick, 1937
- Tinea isodonta Meyrick, 1931
- Tinea lanella Pierce & Metcalfe, 1934
- Tinea latipennella Zeller, 1877
- Tinea laurisilvaella Falck, Gaedike & Vives, 2020
- Tinea leptocirrha Turner, 1926
- Tinea limenitis Meyrick, 1935
- Tinea mandarinella Dietz, 1905
- Tinea margaritis Meyrick, 1914
- Tinea melancholica Gozmány, 1967
- Tinea melanoptycha (Turner, 1939)
- Tinea mellitacta Diakonoff, 1955
- Tinea membranella (Schiffermüller, 1775
- Tinea messalina Robinson, 1979
- Tinea metathyris Meyrick, 1935
- Tinea microphthalma Robinson, 1980
- Tinea milichopa Meyrick, 1911
- Tinea minutella (Fabricius, 1794)
- Tinea minutissima Wollaston, 1879
- Tinea misceella Chambers, 1873
- Tinea mochlota Meyrick, 1888
- Tinea mongolinella Zagulajev, 1972
- Tinea monophthalma (Meyrick, 1893)
- Tinea montezuma Meyrick, 1927
- Tinea munita Meyrick, 1932
- Tinea murariella Staudinger, 1859
- Tinea muricata Meyrick, 1893
- Tinea nesiastis (Meyrick, 1911)
- Tinea nigrella Linnaeus, 1768
- Tinea nigriceps Zeller, 1877
- Tinea nigripalpis Walsingham, 1914
- Tinea nigrofasciata Shiraki, 1913
- Tinea niveocapitella Chambers, 1875
- Tinea nocticolor Meyrick, 1916
- Tinea occidentella Chambers, 1880
- Tinea omichlopis Meyrick, 1928
- Tinea ostiaria Meyrick, 1927
- Tinea oxymora Meyrick, 1919
- Tinea pagiducha Meyrick, 1932
- Tinea pallescentella Stainton, 1851 – Grote pelsmot
- Tinea pallidorsella Zeller, 1877
- Tinea paralonoma Meyrick, 1928
- Tinea pellionella (Linnaeus, 1758) – Gewone pelsmot
- Tinea pentametra Meyrick, 1921
- Tinea perisepta Meyrick, 1922
- Tinea peristilpna Turner, 1926
- Tinea petronella (Stoll, 1781)
- Tinea phaedropis Meyrick, 1926
- Tinea phaeonephela Meyrick, 1927
- Tinea pherauges Turner, 1923
- Tinea piperata Wollaston, 1879
- Tinea plasmatica Meyrick, 1911
- Tinea poecilella Rebel, 1940
- Tinea porphyropa Meyrick, 1927
- Tinea porphyrota Meyrick, 1893
- Tinea prensoria Meyrick, 1931
- Tinea protothrinca Meyrick, 1932
- Tinea pulveripennis Wollaston, 1879
- Tinea pulverulenta Wollaston, 1879
- Tinea roesleri Gozmány, 1969
- Tinea rostrata Petersen, 1966
- Tinea saltatrix Meyrick, 1930
- Tinea scutatricella Zeller, 1877
- Tinea semifulvella Haworth, 1828– Auroramot
- Tinea semifulvelloides Petersen, 1973
- Tinea sequens Meyrick, 1919
- Tinea sindonia Meyrick, 1911
- Tinea solenobiella Walsingham, 1897
- Tinea sphenocosma Meyrick, 1919
- Tinea spilocoma Meyrick, 1920
- Tinea spinizona Gozmány, 1968
- Tinea sporoptera Gozmány, 1968
- Tinea squalida Gozmány, 1968
- Tinea steueri Petersen, 1966 – Scherpe pelsmot
- Tinea straminella Chambers, 1873
- Tinea strophiota Meyrick, 1911
- Tinea subalbidella Stainton, 1867
- Tinea subcuprea Meyrick, 1932
- Tinea sulfurata Turner, 1933
- Tinea suswaensis Davis & Davis, 2020
- Tinea svenssoni Opheim, 1965
- Tinea taedia Gozmány, 1968
- Tinea texta Meyrick, 1931
- Tinea thoracestrigella Chambers, 1876
- Tinea translucens Meyrick, 1917
- Tinea tridectis Meyrick, 1893
- Tinea trinotella Thunberg, 1794– Gele pelsmot
- Tinea trochaea Meyrick, 1911
- Tinea unomaculella Chambers, 1875
- Tinea vittatella Devillers, 1789
- Tinea xanthosomella (Maassen, 1890)
- Tinea xanthostictella Dietz, 1905
- Tinea xenodes Meyrick, 1909
- Tinea zalocoma Meyrick, 1911

Niet langer in dit geslacht of synoniem van een andere Tinea
- Tinea aerata – Tinea astraea
- Tinea albella = Tinea pellionella – Gewone pelsmot
- Tinea antidroma – Tineovertex antidroma
- Tinea argyrella – Selagia argyrella – Goudlichtmot
- Tinea atrella – Eulamprotes atrella – Geeltandboegsprietmot
- Tinea bimaculella = Pammene aurana – Oranje dwergbladroller
- Tinea bipunctella = Tinea murariella
- Tinea boliviana = Tinea xanthosomella
- Tinea contactella – Carposina contactella
- Tinea diaphora = Erechthias diaphora
- Tinea divisa – Opogona divisa
- Tinea dorsella = Antaeotricha walchiana
- Tinea fimbriella = Dichomeris marginella – Jeneverbesmot
- Tinea flavella = Agonopterix kaekeritziana – Heldergele kaartmot
- Tinea florella – Syngamia florella
- Tinea immolata  = Crypsithyris immolata
- Tinea inconspicuella = Alloclita recisella
- Tinea innocens = Proterospastis innocens
- Tinea leucostega = Acrocercops leucostega
- Tinea liturella = Agonopterix kaekeritziana – Heldergele kaartmot
- Tinea malgassica = Praeacedes atomosella
- Tinea melliflua – Tineovertex melliflua
- Tinea monospila = Crypsithyris monospila
- Tinea orthiasta = Epactris orthiasta
- Tinea parvulella – Eumasia parvulella
- Tinea pulchella – Utetheisa pulchella – Prachtbeer
- Tinea sartoria – Tineovertex sartoria
- Tinea scotocleptes = Niditinea praeumbrata
- Tinea straminella Denis & Schiffermüller, 1775 – Agriphila straminella – Blauwooggrasmot
- Tinea trapezoides = Dryadaula trapezoides
- Tinea trichophagoides = Xeranthica tephroclysta
- Tinea turcmeniella = Tinea basifasciella
- Tinea unicella = Machaeropteris unicella
- Tinea vestianella – Coleophora vestianella – Zandmeldekokermot
- Tinea vinetella – Eucarphia vinetella

Nomina dubia
- Tinea camisardella
- Tinea fulgens
- Tinea inflaticostella
- Tinea rufescentella
- Tinea sepulchrella
- Tinea tertianella

Chimaera
- Tinea manni